# Donato Valli
Donato Valli (Tricase, 24 febbraio 1931 – Tricase, 18 ottobre 2017) è stato un critico letterario italiano.

## Biografia

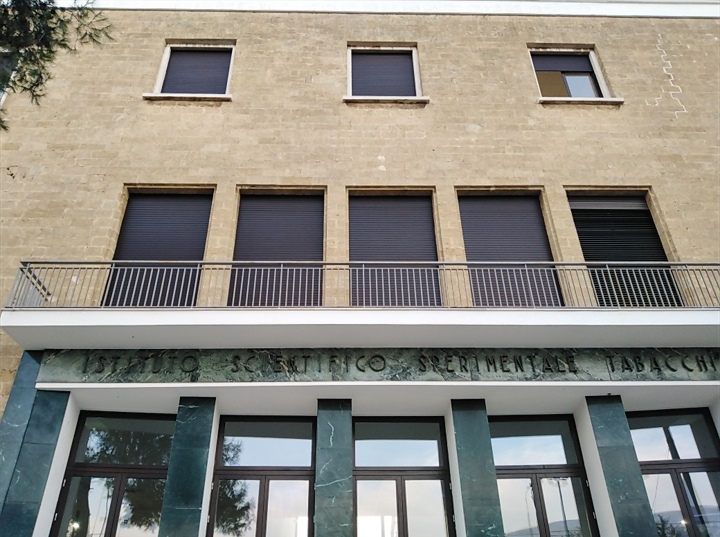
Edificio Donato Valli, sede del Dipartimento di studi umanistici dell’Università del Salento

Allievo di Girolamo Comi, Valli è stato professore ordinario di Letteratura italiana moderna e contemporanea presso la Facoltà di Lettere dell'Università del Salento, della quale è stato preside e rettore, nonché uno dei fondatori assieme a Giuseppe Codacci Pisanelli.
La sua attività scientifica e di ricerca è stata incentrata prevalentemente sulla letteratura italiana del XIX e XX secolo, sull'ermetismo e soprattutto sulla letteratura salentina.
È stato direttore con Oreste Macrì della rivista L'Albero dal 1970 al 1986.
Fu autore di svariate pubblicazioni.
Il 19 ottobre 2018 l'Università del Salento ha intitolato a Valli l'edificio Sperimentale 2, sede del Dipartimento di Studi Umanistici.